# Station Sątopy
Station Sątopy is een spoorwegstation in de Poolse plaats Sątopy.